# Cygnus NG-12
Cygnus NG-12 (lat. „labuť“) byl let americké nákladní kosmické lodi řady Cygnus (Enhanced). Společnost Northrop Grumman loď vyrobila a vypustila podle smlouvy s agenturou NASA v rámci programu Commercial Resupply Services, jehož účelem je zásobování Mezinárodní vesmírné stanice (ISS), a to jako první let podle smlouvy pro druhou etapu programu, označovanou CRS-2. Loď odstartovala do vesmíru 2. listopadu 2019, na ISS dovezla 3,7 tuny nákladu a zanikla 17. března 2020.

## Loď Cygnus

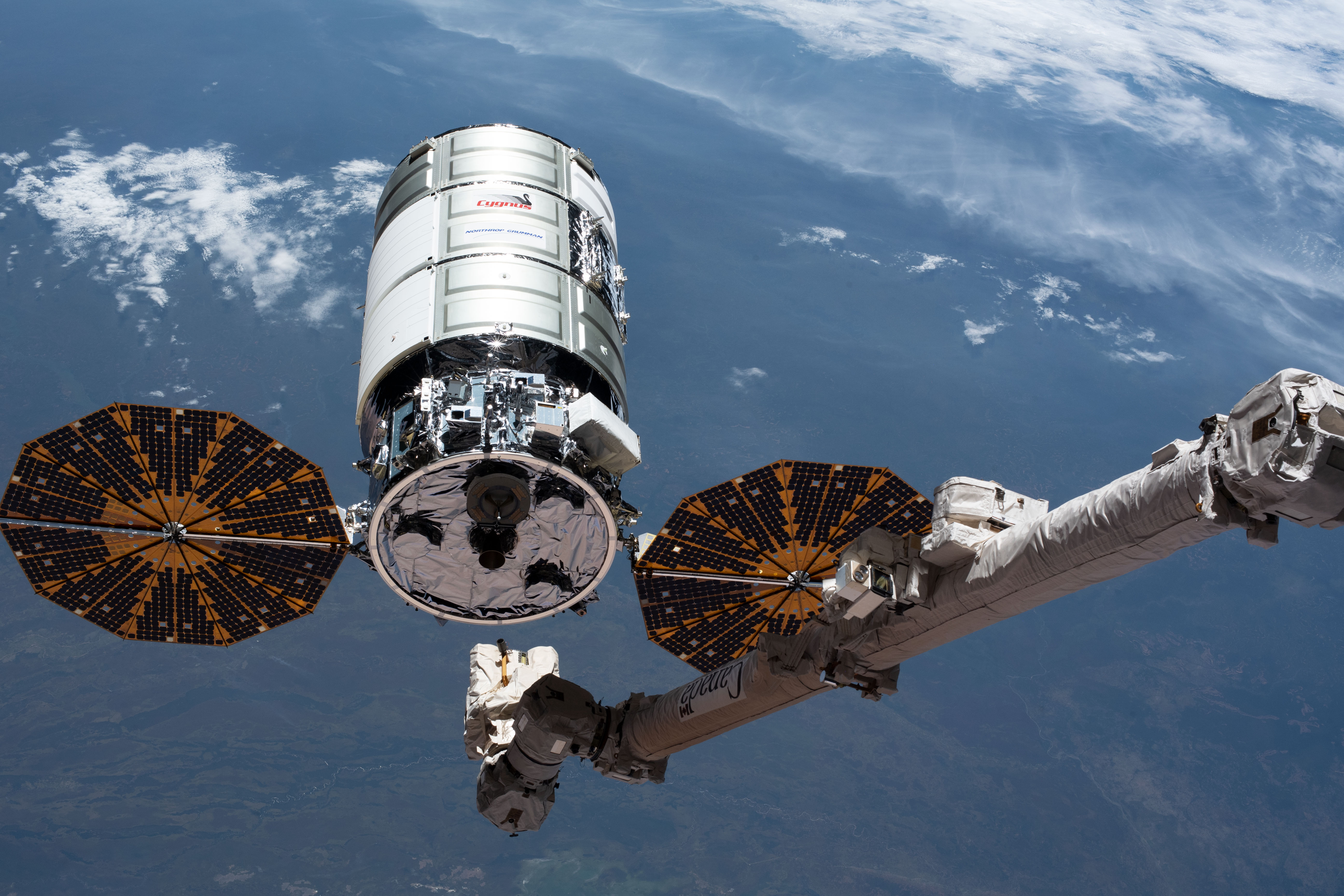
NG-12 před zachycením.

Pro lety s nákladem k ISS jsou od roku 2015 využívány lodi Cygnus s označením Enhanced (vylepšené). Jejich délka dosahuje 6,39 metru a vnější průměr 3,07 metru. Hermetizovaný modul o objemu 27 m³ pojme až 3 700 kg nákladu.
Na spodku lodi (ve směru letu při startu) jsou umístěny dva solární panely vyrobené  technologií Ultraflex, které se po startu rozevřou jako vějíř.
Na horní části je umístěn kotvicí mechanismus CBM (Common Berthing Mechanism) pro hermetické připojení k stanici a umožnění přístupu její posádky do vnitřku lodi. Lodi Cygnus se k ISS nepřipojují automaticky jako lodi Progress, Dragon 2 a dříve také ATV, ale pomocí robotické ruky Canadarm2. Cygnus se ke stanici přiblíží na zhruba 10 metrů, posádka ho zevnitř stanice pomocí robotické ruky zachytí, domanévruje ke spojovacímu portu a připojí.

## Náklad
Cygnus NG-12 dovezl na ISS náklad o celkové hmotnosti 3 705 kg, z toho 119 kg mimo hermetizovaný modul (mechanismus NanoRack pro vypouštění cubesatů naplněný sedmi studentskými minisatelity. Nejvíce – 1 983 kg – bylo zařízení a materiálů pro vědecké experimenty včetně dalších 8 cubesatů. Na palubě byly také zásoby pro posádku (680 kg), provozní technické vybavení stanice (756 kg), počítačové prostředky (17 kg), vybavení pro výstupy do kosmu (107 kg).
Loď vynesla na ISS např. komponenty potřebné pro prodloužení provozní životnosti alfa magnetického spektrometru (AMS-02), což je zařízení na vnější straně stanice pátrající po důkazech existence temné hmoty. Výstupy do volného prostoru kvůli jejich instalaci na zařízení byly naplánovány na konec roku 2019. 
Dovezeno bylo zařízení ANALOG-1 umožňující posádce stanice ovládat po určené dráze vozítko na Zemi zaměřené na výběr, sběr a ukládání geologických vzorků pomocí víceúčelového robotického ramene. Test přispěl k přípravě na plnění podobných úkolů při budoucích misích k Měsíci, Marsu a dalším tělesům. 
Za stejným účelem byla dovezena také vesta AstroRad na ochranu specifických orgánů a tkání lidského těla před zářením. Její nošení v běžném provozu umožňuje získávat poznatky pro další vývoj tohoto vybavení potřebného pro mise mimo nízké oběžné dráhy, na kterých před zářením přestává chránit magnetické pole Země.
Speciálně navržená pečicí trouba Zero-G Oven pro zkoumání přenosu tepla a procesu pečení potravin v mikrogravitaci pak umožnila získat zkušenosti ohledně možností přípravy čerstvě upečeného jídla na budoucích dlouhodobých kosmických misí mimo nízkou oběžnou dráhu země. Posádka k tomu používala s troubou dovezené těsto na koláčky.

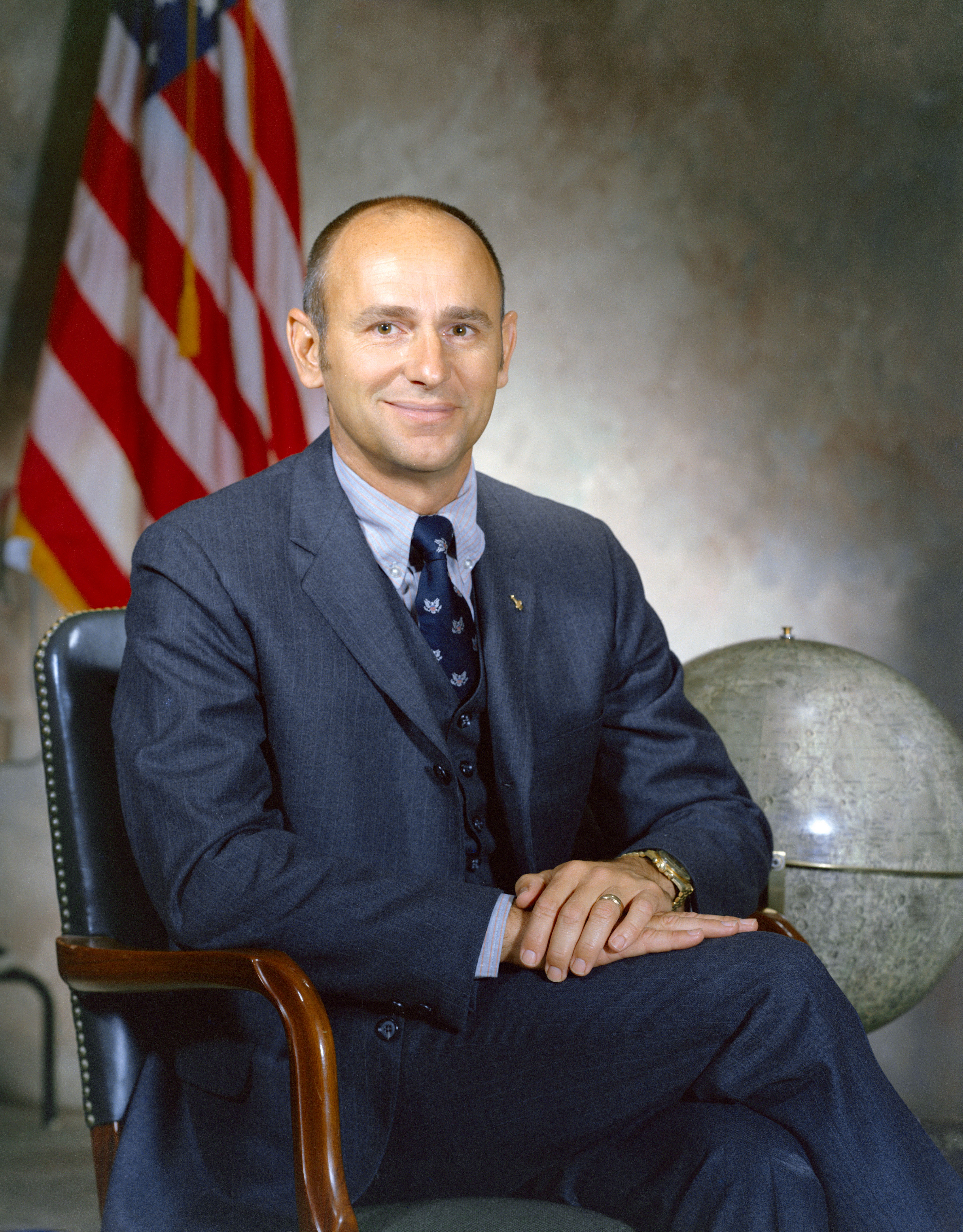
Alan Bean

## Čestné pojmenování – Alan Bean
Tradiční pojmenování lodi Cygnus po některé z osobností, které v minulosti významně přispěly k rozvoji kosmonautiky, tentokrát připadlo Alanu Beanovi, americkému astronautovi, 4. člověku na Měsíci, účastníkovi letů Apollo 12 a Skylab 3, který zemřel v květnu 2018.  

## Průběh mise
Loď odstartovala z kosmodromu MARS (Středoatlantský regionální kosmodrom) 2. listopadu 2019 v 13:59:47 UTC. K ISS byla připojena pomocí robotické ruky Canadarm2, kterou tentokrát obsluhovala astronautka Jessica Meirová. K zachycení ve vzdálenosti asi 12 metrů došlo 4. listopadu 2021 v 09:10 UTC a k připojení k portu Unity nadir v 11:21 UTC.
Loď NG-12 byla od stanice odpojena po 88 dnech, 31. ledna 2020 kolem 11:15 UTC a po přesunu do zhruba desetimetrové vzdálenosti ve 14:36 UTC uvolněna z uchycení robotickou rukou Canadarm2. Poté se již vlastními silami vzdálila od stanice a v následujících hodinách vysadila na oběžné dráhy celkem 7 cubesatů uchycených v zařízení NanoRack na své vnější straně.
Cygnus měl poté zůstat na oběžné dráze do konce února kvůli testování zařízení společnosti Lynk z Virginie, která pracuje na technologii pro družice umožňující přímou komunikaci s mobilními telefony. Stav lodi po čtyřech měsících ve vesmíru umožnil prodloužit původně plánovaný program testování až o měsíc, a tak NG-12 provedla brzdící manévr 17. března 2020 kolem 23:00 UTC a poté zanikla ve vysokých vrstvách atmosféry – poslední telemetrický signál byl zachycen v 23:17 UTC.